# 埃格納 (科羅拉多州)
埃格納（英語：Egnar）是位於美國科羅拉多州聖米格爾縣的一個非建制地區。該地的面積和人口皆未知。

## 地理
埃格納的座標為37°55′04″N 108°56′26″W / 37.91778°N 108.94056°W，而該地的平均海拔高度為2234米（即7329英尺）。